# هربرت هوفمان
هربرت هوفمان (بالألمانية: Herbert Hoffmann)‏ هو مصور ألماني، ولد في 19 ديسمبر 1919 في Chociwel ‏ في بولندا، وتوفي في 30 يونيو 2010 في Heiden, Switzerland ‏ في سويسرا.

## وصلات خارجية
- هربرت هوفمان على موقع IMDb (الإنجليزية)
- هربرت هوفمان على موقع قاعدة بيانات الفيلم (الإنجليزية)